# Środek spożywczy zafałszowany
Środek zafałszowany – środek spożywczy, którego skład lub inne właściwości zostały zmienione, a konsument nie został o tym poinformowany, albo środek spożywczy, w którym zostały wprowadzone zmiany mające na celu ukrycie jego rzeczywistego składu lub innych właściwości; środek spożywczy jest środkiem spożywczym zafałszowanym, w szczególności, jeżeli:
- dodano do niego substancje zmieniające jego skład lub obniżające jego wartość odżywczą,
- odjęto składnik lub zmniejszono zawartość jednego lub kilku składników decydujących o wartości odżywczej lub innej właściwości środka spożywczego,
- dokonano zabiegów, które ukryły jego rzeczywisty skład lub nadały mu wygląd środka spożywczego o należytej jakości,
- niezgodnie z prawdą podano jego nazwę, skład, datę lub miejsce produkcji, termin przydatności do spożycia lub datę minimalnej trwałości albo w inny sposób nieprawidłowo go oznakowano – wpływając przez te działania na bezpieczeństwo środka spożywczego.